# 楊上善
楊上善，初唐時人，正史無傳，生卒年不詳，官至太子文學，編有《黃帝內經太素》三十卷。此書保存了早期的《素問》風貌，得到現代學者的重視，是研究《黃帝內經》的重要參考書。
林億《素問補注》序云：「及隋楊上善，纂而為太素，時則有全元起者，始為之訓解，闕第七一通。」據此，傳統上認為楊上善是隋代的人。
但《舊唐書經籍志》、《新唐書藝文志》都將楊上善著作列入，唐末杜光庭《道德經廣聖義》序中說：「太子司議郎楊上善，高宗時人，作道德集注真言二十卷。」《太素》標題作：「通直郎守太子文學臣楊上善奉敕撰注」，因此，《太素》一書是楊接受唐高宗的敕命而做的，顯見他應該是初唐時人。
《太素》一書在北宋後失傳，但在十九世紀時，日本學者在日本仁和寺发现《太素》残卷23卷，引起日本學界的重視。据日本森立之《经籍访古志》载，该本係日本仁和三年旧抄本，由丹波赖基抄录，时当唐僖宗光启三年〈公元887年〉，原本由唐鑑真和尚傳至日本。後清朝楊守敬出使日本時取回這個版本，共二十三卷（缺第一、四、七、十六、十八、二十、二十一，共七卷）。蕭延平以此為底本，並參考袁昶的通隱堂本校勘而成，世稱蘭陵堂本或蕭延平本。後日本大阪オリエソト出版社《東洋醫學善本叢書》載入影印仁和寺古鈔卷子本，又增加後來找到的兩卷，即第十六、二十一卷，共二十五卷，是目前所知最為完善的《太素》版本。